# Anton Agreiter
Anton Agreiter MHM (* 18. März 1934 in St. Andrä; † 15. Oktober 2003) war Apostolischer Präfekt der Falklandinseln oder Malwinen und Apostolischer Superior von St. Helena, Ascension und Tristan da Cunha.

## Leben
Anton Agreiter trat der Ordensgemeinschaft der Missionsgesellschaft vom hl. Joseph von Mill Hill bei und empfing am 13. Juli 1958 die Priesterweihe. 
Papst Johannes Paul II. ernannte ihn am 1. Oktober 1986 zum Apostolischen Präfekten der Falklandinseln oder Malwinen und Apostolischen Superior von St. Helena, Ascension und Tristan da Cunha.
Von seinen Ämtern trat er am 9. August 2002 zurück.